# Nicolae Linca
Nicolae Linca (ur. 1 stycznia 1929 w Cergăul Mare, zm. 27 czerwca 2008 w Feisa) – rumuński bokser kategorii półśredniej, złoty medalista letnich igrzysk olimpijskich w Melbourne. W 1952 na letnich igrzyskach olimpijskich w Helsinkach zajął 9. miejsce. W 1953 roku na Mistrzostwach Europy w Warszawie i w 1955 roku Mistrzostwach Europy w Berlinie Zachodnim zdobył brąz.